# Ласточкин, Ростислав Иванович
Ростислав Иванович Ла́сточкин (1909—1969) — советский учёный, инженер, изобретатель. Лауреат двух Сталинских премий. Кандидат технических наук

## Биография
Родился в городе Юрьевце (ныне Ивановская область) в семье врача. Фактическая дата рождения — 4 октября 1909 года, в метрике записали 23 декабря 1909 года. Отец — Иван Павлович Ласточкин — окончил православную семинарию в Костроме, после чего поступил в Томский университет на медицинский факультет. По окончании обучения работал земским врачом в Енисейской, Вологодской, Костромской губерниях. Впоследствии стал организатором и главным врачом больницы в Юрьевце. Мать — Клавдия Ивановна (в девичестве Мочалова) — из семьи промышленников, занимавшихся кожевенными промыслами. Ростислав был первым ребёнком в семье.
В 1924 году Ростислав поступил в Бакинский политехнический институт (при протекции со стороны родственников — студенту было только 15 лет) на электромеханический факультет. Во время обучения познакомился с А. Г. Иосифьяном. Впоследствии перевёлся в Московское высшее техническое училище, которое окончил в 1929 году.
В 1930—1941 годы работал на заводе «Электросила» в Ленинграде. Руководил разработкой кислотной аккумуляторной батареи (марка В-6) и принципиально нового электродвигателя постоянного тока (марка ПМ 5-2) для электрической торпеды ЭТ-80 (первая бесследная торпеда в сочетании с системой беспузырной стрельбы). Общее руководство работами по созданию торпеды осуществлял Н. Н. Шамарин. В 1942 году торпеда ЭТ-80 была принята на вооружение.
В 1941 году А. Г. Иосифьян возглавил Всесоюзный НИИ электромеханики (ВНИИЭМ). В 1945 году во ВНИИЭМ был создан отдел по проектированию электродвигателей торпед, который возглавил Р. И. Ласточкин.
В 1946 году Р. И. Ласточкин стал зам. гл. инженера, в 1949 — гл. конструктором проекта, в 1966 году назначен первым заместителем гендиректора.
В послевоенное время на основе торпеды ЭТ-80 и с учётом выявленных в ней недостатков была разработана электрическая прямоидущая противокорабельная торпеда ЭТ-46. В качестве торпедного двигателя использовался биротативный электродвигатель постоянного тока ПМ5-3М (разработчики ЭСУ — В. Д. Горбунов, М. К. Славин, Р. И. Ласточкин)
На базе и с использованием конструктивных решений торпеды позже созданы торпеды САЭТ-50 и ЭТ-56.
Принимал участие в испытаниях военных торпед на заводе «Гидроприбор» в посёлке Орджоникидзе. Участвовал в разработке электрических двигателей для различных военных целей. Получил несколько десятков авторских свидетельств на изобретения в области электротехники.
С 1947 по 1958 год — депутат Куйбышевского районного совета депутатов трудящихся Москвы
В 1959, 1961, 1963 годах избирался депутатом Московского городского совета депутатов трудящихся.
Скончался 23 декабря 1969 года в Москве, похоронен на Преображенском кладбище.

### Премии
- Сталинская премия первой степени (1943) — за создание нового типа морского вооружения (торпеда)
- Сталинская премия третьей степени (1951) — за работу в области вооружения

### Награды
- Орден Знак Почёта (17.04.1940) — «за успешную работу и проявленную инициативу по укреплений обороноспособности нашей страны»
- Медаль За доблестный труд в Великой Отечественной войне 1941-1945 гг. (1945)
- Медаль В память 800-летия Москвы (1948)

### Статьи и публикации
- Малоинерционные электродвигатели постоянного тока с гладким якорем серии ПГ / Р. И. Ласточкин [и др.]. — Л.: Изд-во ЛДНТП, 1969.

### Семья
Отец — Иван Павлович Ласточкин (1884—1951), хирург, главный врач больницы г. Юрьевца.
Брат — Борис Иванович Ласточкин (1914—2000), кардиохирург, нач.отд. кардиоцентра госпиталя им. академика Н. Н. Бурденко, заслуженный врач РСФСР.